# Kozure Ōkami: Sono Chiisaki Te ni
Kozure Ōkami: Sono Chiisaki Te ni (子連れ狼 その小さき手に) é um filme de drama japonês de 1993 dirigido e escrito por Akira Inoue. É baseado no mangá Lobo Solitário de Kazuo Koike e Goseki Kojima.
Ogami Ittō, um samurai que serve o shogun como "Kogi Kaishaku-nin" (carrasco oficial) é o alvo de uma conspiração do clã Yagyu para conseguir seu emprego O código Bushido exige que ele cometa seppuku quando for assassinado e as evidências parecem mostrar que ele está conspirando contra o Shogun. Em vez disso, ele desafia as ordens do Shogun e pega em armas com seu jovem filho contra seus inimigos, tornando-se um assassino de aluguel.

## Elenco
- Masakazu Tamura - Ogami Ittō
- Tatsuya Nakadai - Yagyū Retsudō
- Yushi Shoda as Ogami Daigoro
- Isao Hashizume as Yagyū Bizen
- Shima Iwashita (Special appearance)
- Kimiko Ikegami as Yagyū Chizuro
- Renji Ishibashi as Matsudaira
- Chōichirō Kawarasaki
- Yūko Kotegawa Ogami’s Wife
- Tōru Masuoka as Yagyū Kurando
- Kunie Tanaka as Oshou
- Mayumi Wakamura as Yagyū Nanao